# Francisco, duque da Baviera
Francisco Boaventura Adalberto Maria Duque da Baviera (em alemão: Franz Bonaventura Adalbert Maria Herzog von Bayern; Munique, 14 de julho de 1933), comumente conhecido pelo título de cortesia Duque da Baviera, é o chefe da Casa de Wittelsbach, a antiga família real do Reino da Baviera, sendo bisneto do rei Luís III, o último monarca governante da Baviera, sendo deposto em 1918.
Franz nasceu em Munique. Durante a Segunda Guerra Mundial, os Wittelsbachs eram anti-nazista. A família inicialmente partiu da Alemanha nazista para o Hungria, mas acabou sendo presa quando a Alemanha invadiu o país em 1944. Franz tinha 11 anos na época. Ele passou algum tempo em vários campos de concentração nazistas, incluindo campo de concentração de Sachsenhausen, depois Campo de concentração de Flossenbürg e finalmente Dachau.
Após a guerra, Franz estudou na Universidade de Munique e tornou-se um colecionador de arte moderna. Franz sucedeu como chefe da Casa de Wittelsbach e como pretendente ao trono da Baviera, após a morte de seu pai em 1996. Ele mora no Palácio de Nymphenburg em Munique e no Palácio de Berg.

## Nascimento e infância
Franz nasceu em 14 de julho de 1933 em Munique, como o terceiro filho e filho mais velho de Alberto, duque da Baviera, e sua primeira esposa, Maria Draskovich de Trakostjan, membro da Casa de Drašković, uma antiga família nobre croata. Como a família Maria não pertencia ao pequeno círculo das reinantes ou antigas famílias reinantes, o casamento de seus pais foi inicialmente considerado morganático. Mas, em 18 de maio de 1949, quando Franz tinha 15 anos, seu avô príncipe herdeiro Rupprecht reconheceu o casamento dos pais de Franz como dinástico, e Franz tornou-se um príncipe da Baviera.
A dinastia Wittelsbach se opôs ao regime nazista na Alemanha e, em 1939, o pai de Franz levou sua família para a Hungria. Eles viveram em Budapeste por quatro anos antes de se mudarem para seu castelo em Sárvár no final de 1943. Em março de 1944, Alemanha nazista ocupou a Hungria e, em 6 de outubro de 1944, toda a família, incluindo Franz, de 11 anos, foi presa. Eles foram enviados para uma série de campos de concentração nazistas, incluindo Oranienburg e Dachau. No final de abril de 1945, eles foram libertos pelo Exército dos Estados Unidos.

## Educação

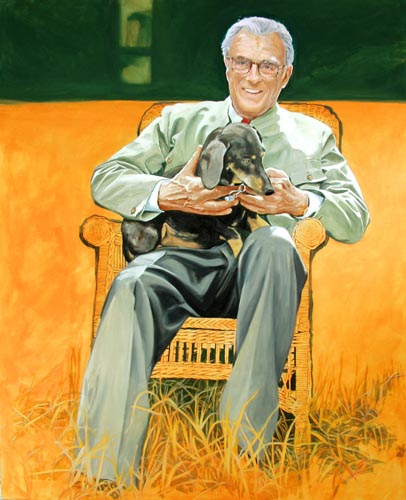
O duque Francisco, pintado por Dieter Stein em 1985

Após a guerra, Franz recebeu sua educação secundária na Beneditina Abadia de Ettal. Ele então estudou administração de empresas na Universidade de Munique e em Zurique. Franz desenvolveu uma paixão por colecionar arte moderna. Itens de sua coleção particular estão em empréstimo permanente para a Pinakothek der Moderne em Munique. Ele também é curador honorário do Museu de Arte Moderna em Nova York.

## Atividades atuais
Sua festa de 80 anos, em 2013, foi realizada no Palácio de Schleissheim, perto de Munique. A festa contou com a presença de 2.500 convidados, incluindo o então titular Ministro-Presidente da Baviera, Horst Seehofer.
Em 2016, tornou-se doador do projeto de restauro da Estátua de São João Batista João de Nepomuk em Divino, Eslováquia, realizado sob os auspícios da Embaixada da República Federal da Alemanha na Eslováquia. O projeto foi homenageado pelo patrocínio de Norodom Sihamoni, o Rei do Camboja, e Simeon II, o último Rei da Bulgária. O projeto foi concluído no ano de 2017.

## Vida pessoal
Franz tem um companheiro desde 1980, Thomas Greinwald, embora nunca tenham se casado. Em agosto de 2011, o duque apareceu no casamento de príncipe George Frederick da Prússia, acompanhado por Greinwald e seu primo em primeiro grau removido (e futuro herdeiro) Príncipe Ludwig. Eles apareceram publicamente pela primeira vez como um casal em Munique em 2023. O herdeiro presuntivo à liderança da Casa de Wittelsbach é seu irmão Max, Duque da Baviera. Como Max tem cinco filhas, mas nenhum filho, ele é seguido na linha de sucessão por seu primo de primeiro grau e de Franz (primo de segundo grau na linhagem masculina) Leopoldo da Baviera e, na próxima geração, pelo filho deste último, o Príncipe Ludwig da Baviera.

## Sucessão
Franz é um descendente direto da Casa de Stuart. Se não fosse pelo Ato de Liquidação de 1701, Franz seria o sucessor das coroas britânica e irlandesa dos reis Stuart. Seu porta-voz, no entanto, deixou claro que se trata de uma "questão hipotética", não uma reivindicação que ele persegue. Franz apresentou pessoalmente suas condolências à família real britânica pela morte da rainha Isabel II do Reino Unido.

## Títulos, estilos e honrarias

### Títulos e estilos

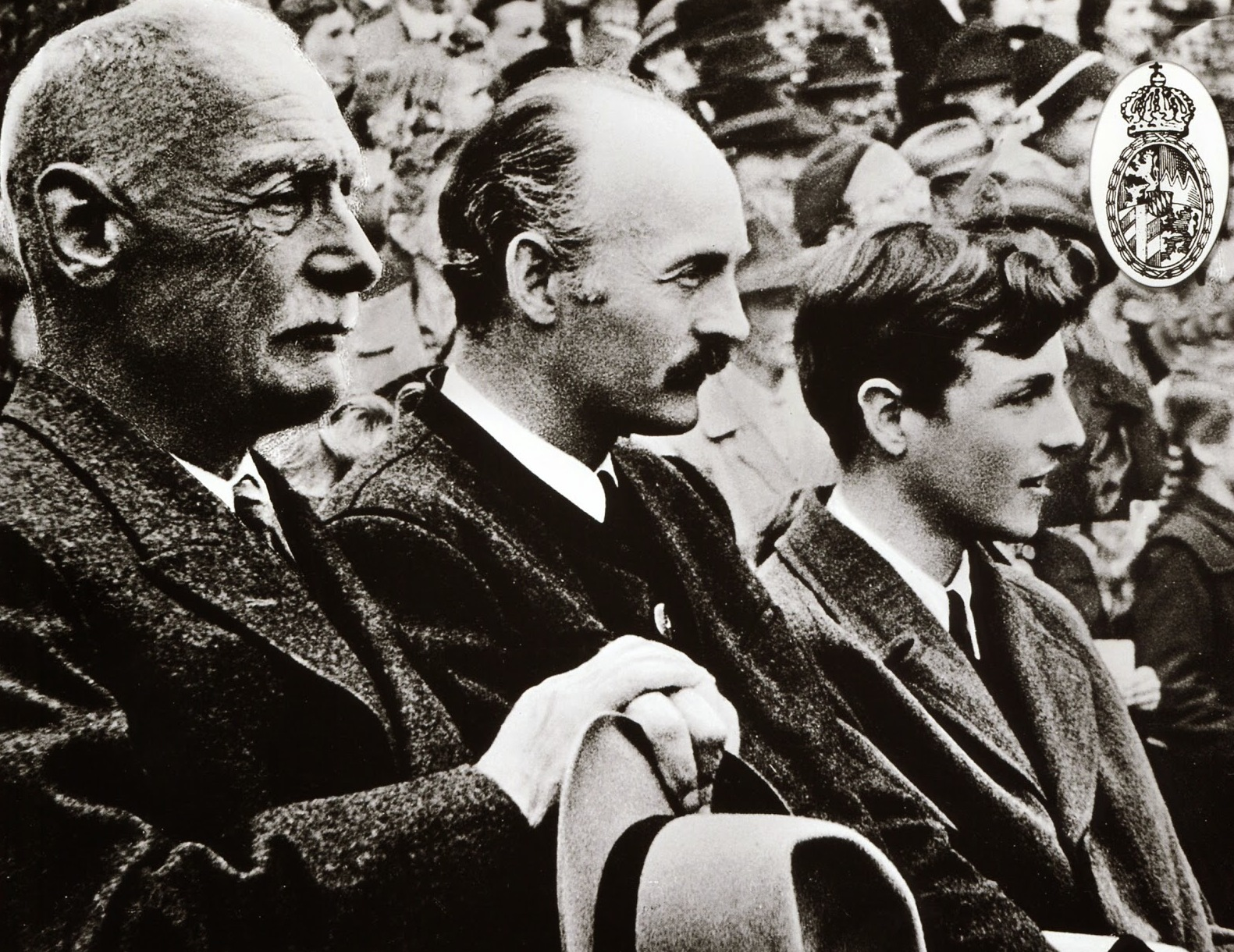
Príncipe Franz (à direita) com seu pai Duque Alberto (centro) e seu avô Rupprecht, Príncipe Herdeiro da Baviera, em 1948

Franz é tradicionalmente denominado como Sua Alteza Real, o Duque da Baviera, da Francônia e na Suábia, Conde Palatino do Reno.
Franz foi denominado Príncipe da Baviera no nascimento. Em 1996, após a morte de seu pai, ele mudou seu estilo para Herzog von Bayern ('Duque da Baviera').

### Honras
- Alemanha: Cruz de Comendador (Großes Verdienstkreuz) da Ordem do Mérito da República Federal da Alemanha[23][24][25]
- Vaticano: Cavaleiro da Grande Cruz com Colar da Ordem do Santo Sepulcro
- Soberana Ordem Militar de Malta: Protetor Oficial de Justiça Cavaleiro da Grande Cruz de Obediência da Soberana Ordem Militar de Malta, 1ª Classe
- Soberana Ordem Militar de Malta: Cavaleiro da Grande Cruz da Ordem do Mérito
- Romênia: Cavaleiro da Grande Cruz da Ordem Nacional de Mérito[26][27]
- Casa de Habsburgo: Cavaleiro da Ordem do Tosão de Ouro, 1960[28]
- Prêmio Eugen Biser em 2019[29]
- Cidadão Honorário de Munique em 2019[30]